# Rautavaara
Rautavaara is een gemeente in de Finse provincie Oost-Finland en in de Finse regio Noord-Savo. De gemeente heeft een landoppervlakte van 1.150,64 km² en telt 1.477 inwoners (2022).